# 서정 소곡집

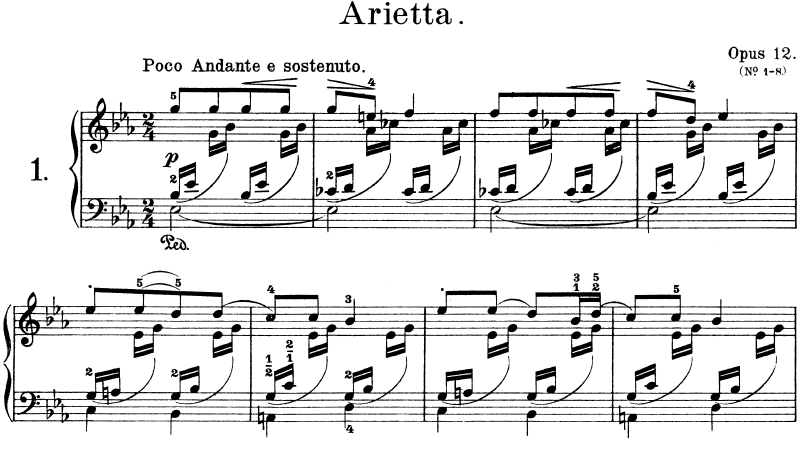

《서정 소곡집》(노르웨이어: Lyriske stykker)은 에드바르 그리그가 작곡한 66곡의 피아노 독주곡 모음집이다. 그것들은 1867년 (Op. 12)부터 1901년 (Op. 71)까지 10권으로 출판되었다. 이 컬렉션에는 그의 가장 잘 알려진 작품들이 포함되어 있다.
《제1집 작품번호 12》의 첫 번째 곡인 아리에타(Arietta)의 주제는 작곡가가 가장 좋아하는 것 중 하나였다. 그는 《제10집 작품번호 71》의 일곱 번째 곡인 Efterklang에서 이번에는 왈츠로서 사용했다.